# Daruszentmiklós
Daruszentmiklós es un pueblo húngaro perteneciente al distrito de Dunaújváros, condado de Fejér.

## Superficie
Cuenta con una superficie de 19,12 km².

## Demografía
Hasta 2024 la población era de 1080 habitantes, con una densidad de población de 56,48 hab/km².
| Gráfica de evolución demográfica de Daruszentmiklós entre 2020 y 2024 |
|                                                                       |
| Datos según la Oficina Central de Estadística de Hungría.             |